# Neoplagionotus karmelicola
Espèce
Neoplagionotus karmelicola est une espèce de Coléoptères de la famille des Cerambycidae.

## Taxonomie
Le nom valide complet (avec auteur) de ce taxon est Neoplagionotus karmelicola Lazarev, 2022,.
L'espèce doit son nom à sa localité type, le mont Karmel, où se trouve la ville de Haïfa.

## Répartition
Neoplagionotus karmelicola est présent en Syrie et en Israël.

## Publication originale
- (en) M.A. Lazarev, « A new species of the genus Neoplagionotus Kasatkin, 2005 from Syria (Coleoptera, Cerambycidae, Clytini) », Humanity space. International almanac, Russie, vol. 11, no 4,‎ 2022, p. 518-522 (ISSN 2226-0773, DOI 10.24412/2226-0773-2022-11-4-518-521, lire en ligne, consulté le 20 juin 2024).